# Baruto Kaito
Baruto Kaito (jap. 把瑠都 凱斗), eigentlich Kaido Höövelson (* 5. November 1984 in Rakvere, Kreis Lääne-Viru) ist ein ehemaliger estnischer Sumōringer.
Baruto, der in Estland als Judoka begann, stieg rapide durch die unteren Ligen des japanischen Sumō auf. Durch Turniersiege und vordere Plätze in den unteren Divisionen seit seinem Debüt im Profisport im Mai 2004 erreichte er schon im September 2005 die Jūryō-Division. Eine Appendizitis verhinderte jedoch seine Turnierteilnahme im November, wodurch er vorerst zurückgestuft wurde und einen möglichen Rekord für den schnellsten Aufstieg in die oberste Division verpasste.
Mit einem 15–0-Sieg im März-Turnier (Haru-Basho) 2006 schaffte er den Sprung in die Makuuchi-Division, die höchste Liga des japanischen Sumō. Den letzten derartigen Turniersieg ohne Niederlage in der zweiten Division hatte 1963 Kitanofuji gefeiert.
Im März 2007 fiel er aufgrund einer verletzungsbedingten Pause in die Juryo-Division zurück, konnte sich aber durch einen 14–1-Sieg im Mai-Turnier (Natsu-Basho) desselben Jahres wieder in die Makuuchi-Division vorkämpfen. Im Juli-Turnier erlitt er in seinem ersten Kampf aber erneut eine Knieverletzung, die ihn zur Aufgabe zwang und für Baruto wiederum die Rückstufung in die Juryo-Division bedeutete.
Dort holte er sich im September-Turnier (Aki-Basho) seinen dritten Sieg (13–2), obwohl ihm sein verletztes Knie sichtlich noch zu schaffen machte.
Nach einem 14–1 im März-Turnier (Haru-Basho) 2010 wurde er zum Ōzeki befördert. Im Januar 2012 gewann er sein erstes Turnier in der Makuuchi-Division. Im September 2012 musste er das Turnier am vierten Tag wegen einer Verletzung aufgeben. Auch das darauf folgende Turnier im November musste er nach dem dritten Tag aufgeben. Damit verlor er seinen Ōzeki-Rang und wurde zum Sekiwake herabgestuft. Im September 2013 erklärte er seinen Rücktritt.
Der frühere Türsteher Baruto, dessen Kampfname einfach „Balte“ bedeutet, besitzt eine auch für einen Sumōringer eindrucksvolle Statur. Er begann seine Karriere im Ringerstall Mihogaseki-beya, gehört jedoch ab dem Aki Basho 2006 dem neu gegründeten Onoe-beya an. Der ehemalige Komusubi Hamanoshima (Onoe Oyakata) verließ das Mihogaseki-Beya und gründete seinen eigenen Ringerstall, dabei nahm er insgesamt sechs Rikishi (darunter Baruto) mit.

## Sonstiges
Baruto ist ein Hauptdarsteller in der dreiteiligen Fernsehverfilmung der Mangareihe Der Mann meines Bruders. Er spielt einen kanadischen Homosexuellen, der nach dem Tod seines japanischen Ehemannes dessen Familie in Japan besucht.